# Gerhard Schweppenhäuser
Gerhard Schweppenhäuser (* 1960 in Frankfurt am Main) ist seit 2002 Professor für Design-, Kommunikations- und Medientheorie an der Fakultät Gestaltung der Technischen Hochschule Würzburg-Schweinfurt und lehrt seit 2018 als Privatdozent Philosophie an der Universität Kassel. Schweppenhäuser ist der Sohn von Hermann Schweppenhäuser.

## Leben
Schweppenhäuser studierte Philosophie, Germanistik und Erziehungswissenschaft an der Universität Hamburg (1983–1992), wurde 1992 dort promoviert und habilitierte sich 2000 an der Universität Kassel.
Seine Lehrtätigkeiten umfassten: Philosophisches Seminar der Universität Hannover (Wissenschaftlicher Mitarbeiter); Fakultät Gestaltung der Bauhaus-Universität Weimar (Wissenschaftlicher Assistent); Inter University Centre in Dubrovnik, Universidade Estadual de Campinas, Pontifícia Universidade Católica de São Paulo, Universität des Bundesstaates Minas Gerais in Belo Horizonte (Gastdozent); Universität Kassel (Privatdozent für Philosophie); Hochschule Wismar (Lehrbeauftragter); Hochschule für Bildende Künste Dresden (Vertretungsprofessor); Duke University in Durham, North Carolina (Visiting Professor); Freie Universität Bozen (Professore Associato Confermato für Ästhetik).
Er ist Mitherausgeber und Redaktionsmitglied der Zeitschrift für kritische Theorie.

## Werk
In seinen Büchern hat Schweppenhäuser sich zunächst vor allem mit den expliziten und impliziten Beiträgen der kritischen Theorie zum Diskurs der Ethik beschäftigt. Seine Dissertation stellt Adornos negative Moralphilosophie (1993; 2016) vor; sie bezieht Material aus dem Frankfurter Adorno-Archiv ein, das teilweise bis heute unpubliziert ist. Die Habilitationsschrift (Die Antinomie des Universalismus, 2005) enthält eine kritische Rekonstruktion des moralphilosophischen Diskurses von Kant bis Habermas und Rorty. In weiteren Schriften diskutiert Schweppenhäuser Themen der Massenkultur. Dabei unternimmt er mitunter Ausflüge in die Gefilde der Systemtheorie und der Cultural Studies („Naddel“ gegen ihre Liebhaber verteidigt, 2004). Methodenpluralismus kennzeichnet auch sein Buch Ästhetik. Philosophische Grundlagen und Schlüsselbegriffe von 2007, das klassische und neuere Konzepte der Ästhetik u. a. mit Blick auf ihre Anwendung in verschiedenen Bereichen der Gestaltung befragt. In den letzten Jahren hat Schweppenhäuser Studien zu Themen der Design-Theorie und zu Fragen einer Ethik des Design vorgelegt.
Ulrich Müller schrieb im Philosophischen Jahrbuch: „Schweppenhäuser […] zeigt […], wie Elemente der kritischen Theorie so miteinander verknüpfbar sind, daß sie Bedingungen der Möglichkeit einer kritischen Gesellschaftstheorie heute freilegen. Seine Ausführungen setzen auf die Kraft einer argumentierenden Vernunft, die nie in abstrakten Formalismus verfällt: Sie setzen bei gegenwärtigen Debatten und Problemen ein und arbeiten mit konkreten Phänomenbeschreibungen. Ihre aufklärerische Intention drücken sich auch in der diskursiven und unpretiösen Sprache aus. […] Gerhard Schweppenhäuser hat der ‚kritischen Theorie‘ […] einen teilweise neuen, jedenfalls aber guten und auch gangbaren Weg gewiesen.“
Über Schweppenhäusers Buch Kritische Theorie, das 2010 im Reclam-Verlag erschien, heißt es im Wissenschaftlichen Literaturanzeiger, es handele sich „um ein differenziertes Buch, das ein breites Spektrum von Standpunkten abbildet und der Kritischen Theorie in ihrer historischen Entwicklung angemessen Rechnung trägt. Es ist flüssig geschrieben, bewegt sich auf hohem Argumentationsniveau und eignet sich gleichermaßen für Studienanfänger wie für interessierte Laien.“

## Bücher
- mit Dietrich zu Klampen & Rolf Johannes (Hrsg.): Krise und Kritik. Zur Aktualität der Marxschen Theorie.
  - Band 1. 1983, ISBN 3-924245-00-2
  - Band 2. 1989, ISBN 3-924245-15-0
- Nietzsches Überwindung der Moral. Zur Dialektik der Moralkritik in „Jenseits von Gut und Böse“ und in der „Genealogie der Moral“. Königshausen & Neumann, Würzburg 1988, ISBN 3-88479-364-0
- Emanzipationstheorie und Ideologiekritik. Zur praktischen Philosophie und kritischen Theorie. Junghans, Cuxhaven 1990, ISBN 3-926848-09-X
- Ethik nach Auschwitz. Adornos negative Moralphilosophie. Argument-Verlag, Hamburg/Berlin 1993, ISBN 3-88619-213-X
- (Hrsg.): Soziologie im Spätkapitalismus. Zur Gesellschaftstheorie Theodor W. Adornos. Wissenschaftliche Buchgesellschaft, Darmstadt 1995, ISBN 3-534-12309-3
- mit Mirko Wischke (Hrsg.): Impuls und Negativität. Ethik und Ästhetik bei Adorno. Argument-Verlag, Hamburg/Berlin 1995, ISBN 3-88619-229-6
- Theodor W. Adorno zur Einführung. Junius, Hamburg 1996, ISBN 3-88506-932-6; 5. vollständig überarbeitete Aufl. ebd. 2009, ISBN 978-3-88506-671-2
- mit Jörg H. Gleiter (Hrsg.): Wegschauen? Weiterdenken! Zur Berliner Mahnmal-Debatte. Universitätsverlag, Weimar 1999, ISBN 3-86068-110-9
- mit Jörg H. Gleiter (Hrsg.): Paradoxien der Globalisierung. Bauhaus-Universität, Weimar 1999, ISBN 3-86068-099-4
- mit Jörg H. Gleiter (Hrsg.): Kultur-philosophische Spurensuche. Universitätsverlag, Weimar 2000, ISBN 3-86068-131-1
- Die Fluchtbahn des Subjekts. Beiträge zu Ästhetik und Kulturphilosophie. Lit, Münster/Hamburg/London 2001, ISBN 3-8258-4974-0
- mit Jörg H. Gleiter (Hrsg.): Nietzsches Labyrinthe. Perspektiven zur Ästhetik, Ethik und Kulturphilosophie. Universitätsverlag, Weimar 2001, ISBN 3-86068-149-4
- mit Jörg H. Gleiter (Hrsg.): Rückblick auf die Postmoderne. Universitätsverlag, Weimar 2002, ISBN 3-86068-171-0
- Grundbegriffe der Ethik zur Einführung. Junius, Hamburg 2003, ISBN 3-88506-375-1; 2. überarbeitete Aufl. ebd. 2006, ISBN 978-3-88506-632-3
- „Naddel“ gegen ihre Liebhaber verteidigt. Ästhetik und Kommunikation in der Massenkultur. Transcript, Bielefeld 2004, ISBN 3-89942-250-3
- Die Antinomie des Universalismus. Zum moralphilosophischen Diskurs der Moderne. Königshausen & Neumann, Würzburg 2005, ISBN 3-8260-3014-1
- mit Gerd Zimmermann (Hrsg.): Kritische Ästhetik und humane Gestaltung. Festschrift für Olaf Weber zum 60. Geburtstag. Bauhaus-Universität, Weimar 2005, ISBN 3-86068-271-7
- Ästhetik. Philosophische Grundlagen und Schlüsselbegriffe. Campus-Verlag, Frankfurt/New York 2007, ISBN 978-3-593-38347-7
- mit Thomas Friedrich: Bildsemiotik. Grundlagen und exemplarische Analysen visueller Kommunikation. Birkhäuser, Basel/Boston/Berlin 2009, ISBN 978-3-0346-0111-5. 2., erw. Aufl. 2017, ISBN 978-3-0356-1220-2
- Kritische Theorie. Reclam, Stuttgart 2010, ISBN 978-3-15-020330-9
- Bildstörung und Reflexion. Studien zur kritischen Theorie der visuellen Kultur. Königshausen & Neumann, Würzburg 2013, ISBN 978-3-8260-5250-7
- mit Christian Bauer u. Gertrud Nolte (Hrsg.): Ethik und Moral in Kommunikation und Gestaltung (). Königshausen & Neumann, Würzburg 2015, ISBN 978-3-8260-5426-6.
- Bild und Gedanke. Hermann Schweppenhäuser zum Gedenken (Hg.). Springer VS, Wiesbaden 2016, ISBN 978-3-658-14417-3
- Ethik nach Auschwitz. Adornos negative Moralphilosophie. Springer VS, Wiesbaden 2016 (2., überarb. Aufl.), ISBN 978-3-658-11770-2
- Medien: Theorie und Geschichte für Designer. av edition, Stuttgart 2016, ISBN 978-3-89986-254-6
- Designtheorie. Springer VS Wiesbaden 2016, ISBN 978-3-658-12659-9
- mit Martin Niederauer (Hrsg.): „Kulturindustrie“: Theoretische und empirische Annäherungen an einen populären Begriff. Springer VS, Wiesbaden 2017, ISBN 978-3-658-15758-6
- mit Christian Bauer: Ethik im Kommunikationsdesign. Verständigung, Verantwortung und Orientierung als Kriterien visueller Gestaltung. Königshausen & Neumann, Würzburg 2017, ISBN 978-3-8260-6038-0
- (Hrsg.): Handbuch der Medienphilosophie. Darmstadt: wbg Academic in Wissenschaftliche Buchgesellschaft, 2018. ISBN 978-3-534-26940-2.
- Grundbegriffe der Ethik. Reclam, Stuttgart 2021, vollständig durchgesehene und ergänzte Auflage, ISBN 978-3-15-014089-5
- Adorno und die Folgen J. B. Metzler, Berlin 2022, ISBN 978-3-476-05821-8.
- Zur Aktualität von Max Horkheimer. Einführung in sein Werk Springer VS, Wiesbaden 2023, ISBN 978-3-658-40774-2.
- Angst und Aufklärung: Randgebiete der Kritischen Theorie J. B. Metzler, Stuttgart 2024, ISBN 978-366-267909-8.
- mit Johan Frederik Hartle: Universale Vermittlung. Zur kritischen Theorie des Medien-Kapitalismus, Matthes & Seitz, Belrin 2025, ISBN 978-3-7518-5251-7.